# Thomas Berger (Unihockeytrainer)
Thomas Berger (* 10. April 1969) ist ein Schweizer Unihockeytrainer.

## Trainerkarriere

### UHC Alligator Malans
1995 übernahm Berger den UHC Alligator Malans. Er führte die NLA-Mannschaft zu drei Schweizermeistertiteln (1997, 1999, 2002), drei Vize-Schweizermeistertiteln (1998, 2000, 2001) und einer Bronzemedaille am Europacup 1997.

### Bern Capitals
2002 übernahm Berger überraschend den Schweizer Nationalliga-B-Verein Bern Capitals. Er unterschrieb bei den Bernern einen Zweijahresvertrag mit Option.

### SV Wiler-Ersigen
Bereits nach einem Jahr verliess Berger die Bern Capitals und unterschrieb zusammen mit seinem Co-Trainer beim Schweizer Nationalliga-A-Vertreter SV Wiler-Ersigen. Bereits in seinem ersten Amtsjahr gewann Berger mit Wiler-Ersigen den ersten Meistertitel in der Vereinsgeschichte.
Ein Jahr darauf gelang ihm das Triple aus Meister, Cup und Europacup.
Im Januar 2005 verkündete SV Wiler-Ersigen die Vertragsverlängerung mit dem Bünder.
Im Januar 2011 verkündete Wiler-Ersigen, dass man den Vertrag mit Berger nach der Saison 2010/11 nicht verlängern wird. Schlussendlich wurde Berger noch vor den Playoffs vom Verein freigestellt. Seine Nachfolge übernahm sein Assistenztrainer Thomas von Känel und die verletzten Spieler Olle Thorsell und Henrik Quist.

### Chur Unihockey
Daraufhin unterschrieb Berger auf die Saison 2011/12 bei Chur Unihockey. Sein Engagement bei den Churer begann am 1. Mai 2011.
Im Februar 2015 wurde sein Vertrag als Cheftrainer der ersten Mannschaft aufgelöst und wurde anschliessend für eine Saison Cheftrainer der U21-Mannschaft der Churer.

### SV Wiler-Ersigen
Auf den 1. Juli 2016 übernahm Berger erneut den SV Wiler-Ersigen, den er schon zwischen 2003 und 2011 trainierte.
Im Dezember 2022 trennte sich der SV Wiler-Ersigen zum zweiten Mal von Berger.